# Perieți, Olt
Perieți là một xã thuộc hạt Olt, România. Dân số thời điểm năm 2002 là 4042 người.